# هوشنگ بهارلو
هوشنگ بهارلو (متولد ۱۳۱۵)  فیلم‌بردار و فیلم‌ساز ایرانی است.

## زندگی حرفه‌ای
بهارلو دانش‌آموختهٔ فیلم‌برداری از مرکز تجربیات سینمایی رم در ایتالیا‌ ست. شروع فعالیت او با کار در مجله سینمایی ستاره سینما، خودآموزی در رشته عکاسی و آموزش یک دوره کوتاه عکاسی تحت نظر هادی شفائیه و سپس انجام امور فنی و دوبلاژ فیلم‌های ایتالیایی به زبان فارسی بود. عمده فعالیت‌های او در زمینه فیلم‌برداری آثار سینمای ایران به سال‌های قبل از انقلاب بازمی‌گردد. در سال ۱۳۵۸ تصویربرداری سریال هزاردستان را آغاز کرد، اما در ابتدای کار و پس از برداشت سکانس‌های مربوط به خانه پیرنیا انصراف داد، و مدتی بعد به فرانسه مهاجرت کرد.

## فیلم‌شناسی

### فیلم‌های بلند
1. چگونه پیش‌بند سوزن‌دوزی‌شده مادرم در زندگی‌ام گسترده می‌شود (۱۹۸۵) Tablier Brode de Ma mère s’Etale Dans Ma Vie, Le
2. (La Triche (۱۹۸۴
3. قضیه شکل اول، شکل دوم (۱۳۵۸)
4. بن‌بست (۱۳۵۷)
5. سفر سنگ (۱۳۵۶)
6. سوته‌دلان (۱۳۵۶)
7. ملکوت (۱۳۵۵)
8. شطرنج باد (۱۳۵۵)
9. صحرای تاتارها (۱۳۵۴) مدیر فیلمبرداری واحد دوم
10. زنبورک (۱۳۵۴)
11. طبیعت بی‌جان (۱۳۵۴)
12. مأمور ما صمد در بالاتر از خطر (۱۳۵۴- تلویزیونی)
13. دایره مینا (۱۳۵۳)
14. ستارخان (۱۳۵۲)
15. برهنه تا ظهر با سرعت (۱۳۵۱)
16. شیر تو شیر (۱۳۵۱)
17. عمو یادگار (۱۳۵۱)
18. پستچی (۱۳۵۱)
19. بی‌تا (۱۳۵۰)
20. درشکه‌چی (۱۳۵۰)
21. آقای هالو (۱۳۴۹)

### فیلم‌های تلویزیونی
1. Passion Schelimann, La (۱۹۹۹) (TV)
2. (Commissaire Mayer (۱۹۹۹) (TV
3. Femme du Veuf, La (۱۹۹۸) (TV)
4. En Danger de Vie (۱۹۹۶) (TV)
5. Dernier Voyages, La (۱۹۹۵) (TV)
6. Poupée qui Tue, La (۱۹۹۵) (TV)
7. Babyfon (۱۹۹۴) (TV)
8. Meurtre a l’étage (۱۹۹۴) (TV)
9. Dock des Anges (۱۹۹۳) (TV)
10. Crime de Ferbac, Le (۱۹۹۲) (TV)
11. Un Cercueil Pour Deux (۱۹۹۲) (TV)
12. Scène Finale, La (۱۹۹۸) (TV)
13. Serpent Vert (۱۹۹۰) (TV)
14. Cercle de Mémoire (۱۹۹۰) (TV)
15. Pistolets de Sans Atout, Les (۱۹۹۰) (TV)
16. Voyageur, Le (۱۹۸۹) (TV)
17. Limites du Partage, Les (۱۹۸۹) (TV)
18. Nemures (۱۹۸۸) (TV)
19. Dames du Creusot, Les (۱۹۸۸) (TV)
20. Lutteurs Immobiles, Les (۱۲۸۶) (TV)
21. Un Homme Qu’Elle Aimait (۱۹۸۵) (TV)
22. Vieux Manuscrits (۱۹۸۲) (TV)
23. Le Tunisien (۱۹۸۲) (TV)

### فیلم‌های مستند
1. - (Vieu Manuscrits (۱۹۸۲
2. - (Le Tunisien (۱۹۸۲
3. - چاه سرکش شماره ۱۱۳ (۱۳۴۴)
4. - بوم سیمین (۱۳۴۲)
5. - گرگور (۱۳۴۱)
6. - خوزستان (۱۳۴۱)

### برنامه‌های تلویزیونی و ضبط ویدئویی
1. (L’AVAR (۲۰۰۰
2. (LES FEMME SAVANTES (۱۹۹۸
3. (L’IMPROMPTU DE VERSAILLES (۱۹۹۸
4. (TARTUFFE OU L’IMPOSTEUR (۱۹۹۸
5. (PORTRAIT: LINE RENAUD (۱۹۹۳
6. (CERCLE DE MEMOIRE (۱۹۹۰
7. (RENCONTRES MUSICALES D’EVIAN (۱۹۸۹
8. (CARNET DU NOTE (۱۹۸۹
9. (LE JOUR DU SEIGNEUR (۱۹۸۹
10. (COLLECTION SACHA GUITRY (۱۹۸۹